# Epinephelus
Genre
Epinephelus est un genre de poissons marins de la famille des Serranidae. 
Ces poissons, de taille facilement imposante, sont souvent appelés « mérous » ou « Goliaths » (et à ne pas confondre avec le Poisson tigre goliath qui est une espèce d'eau douce, d'une autre famille taxinomique).

## Liste des espèces
Selon FishBase (1er mars 2014) :

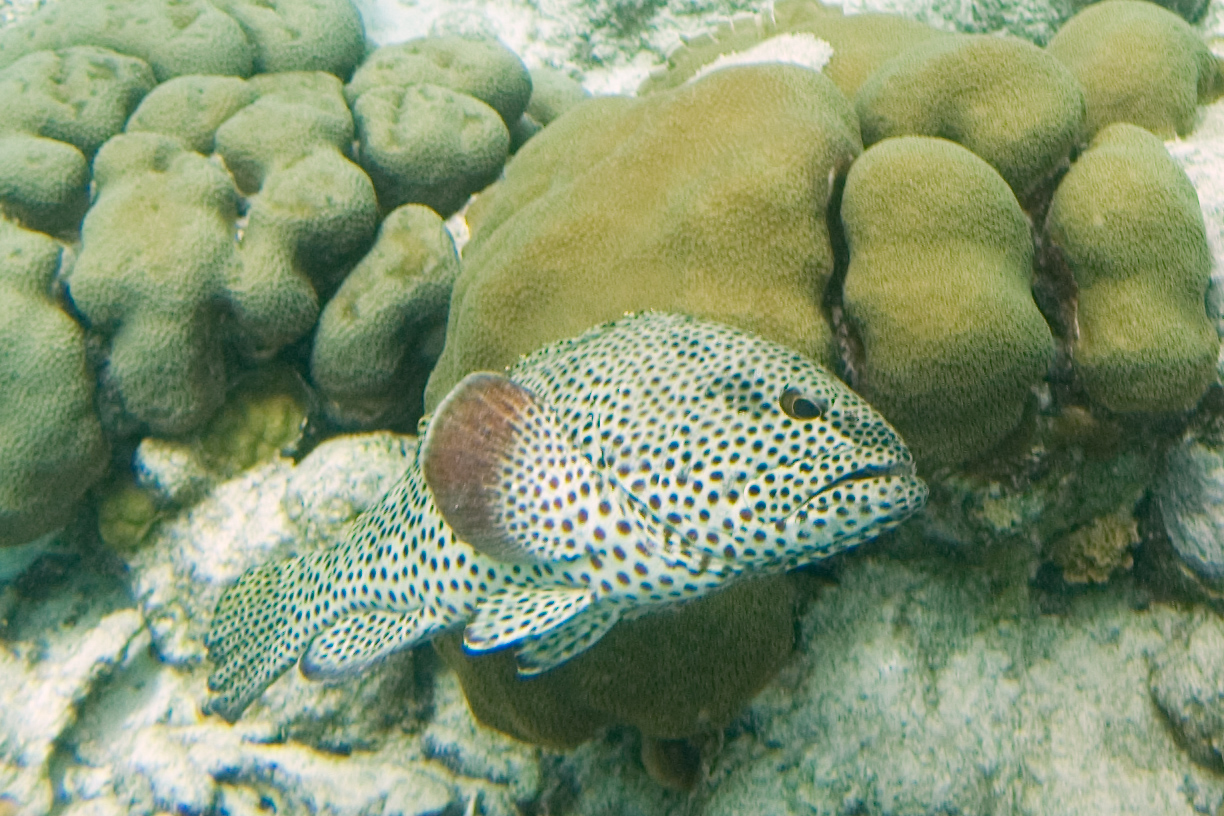
Epinephelus adscensionis

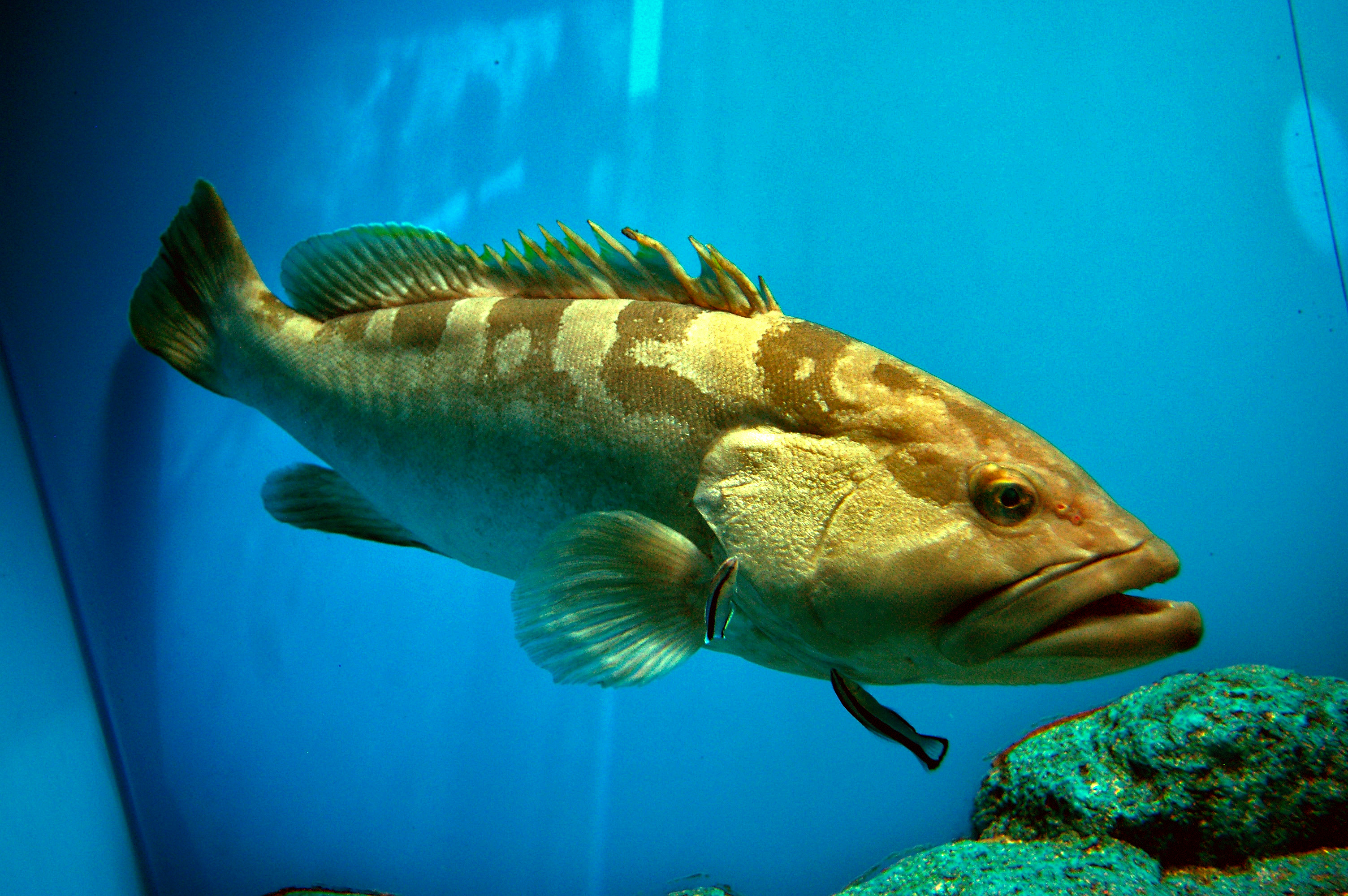
Epinephelus bruneus

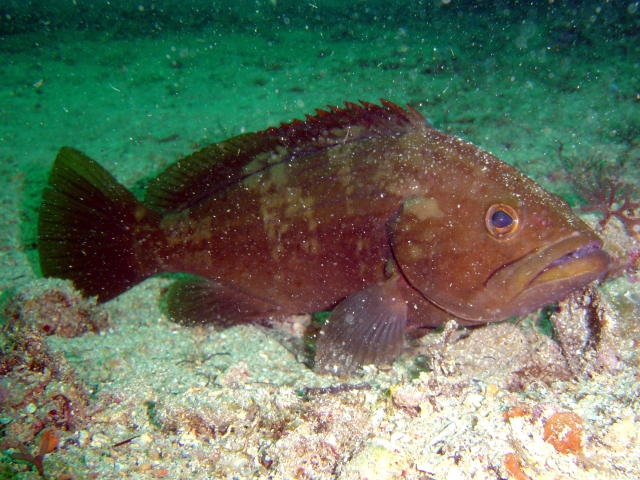
Epinephelus costae

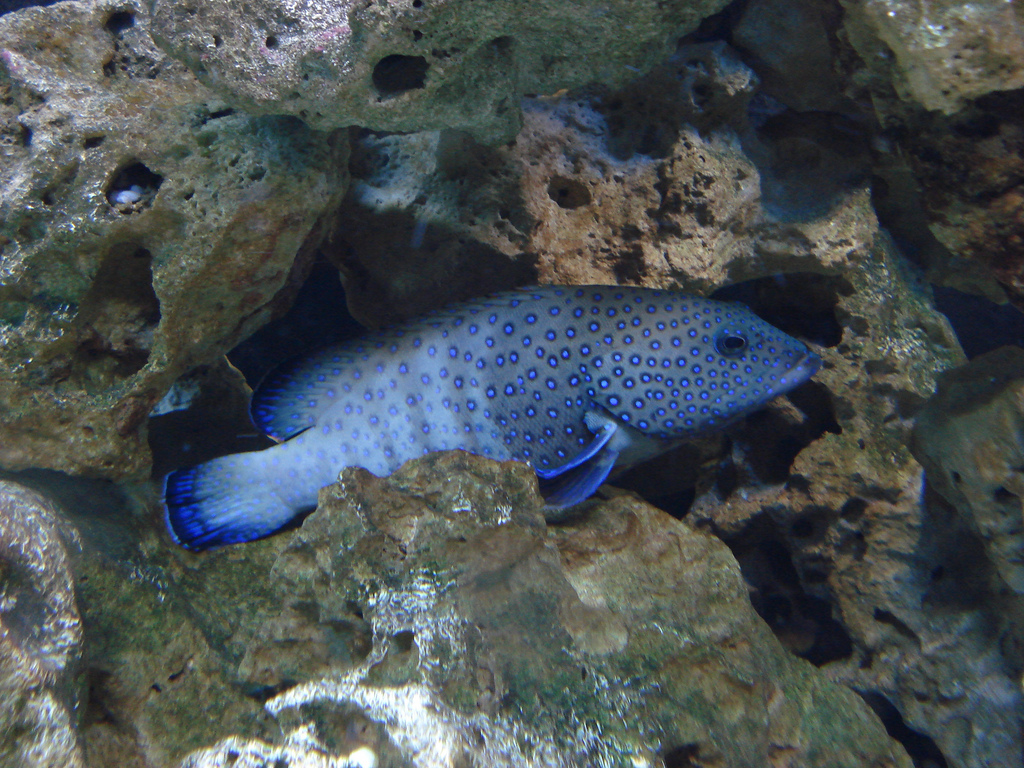
Epinephelus cyanopodus

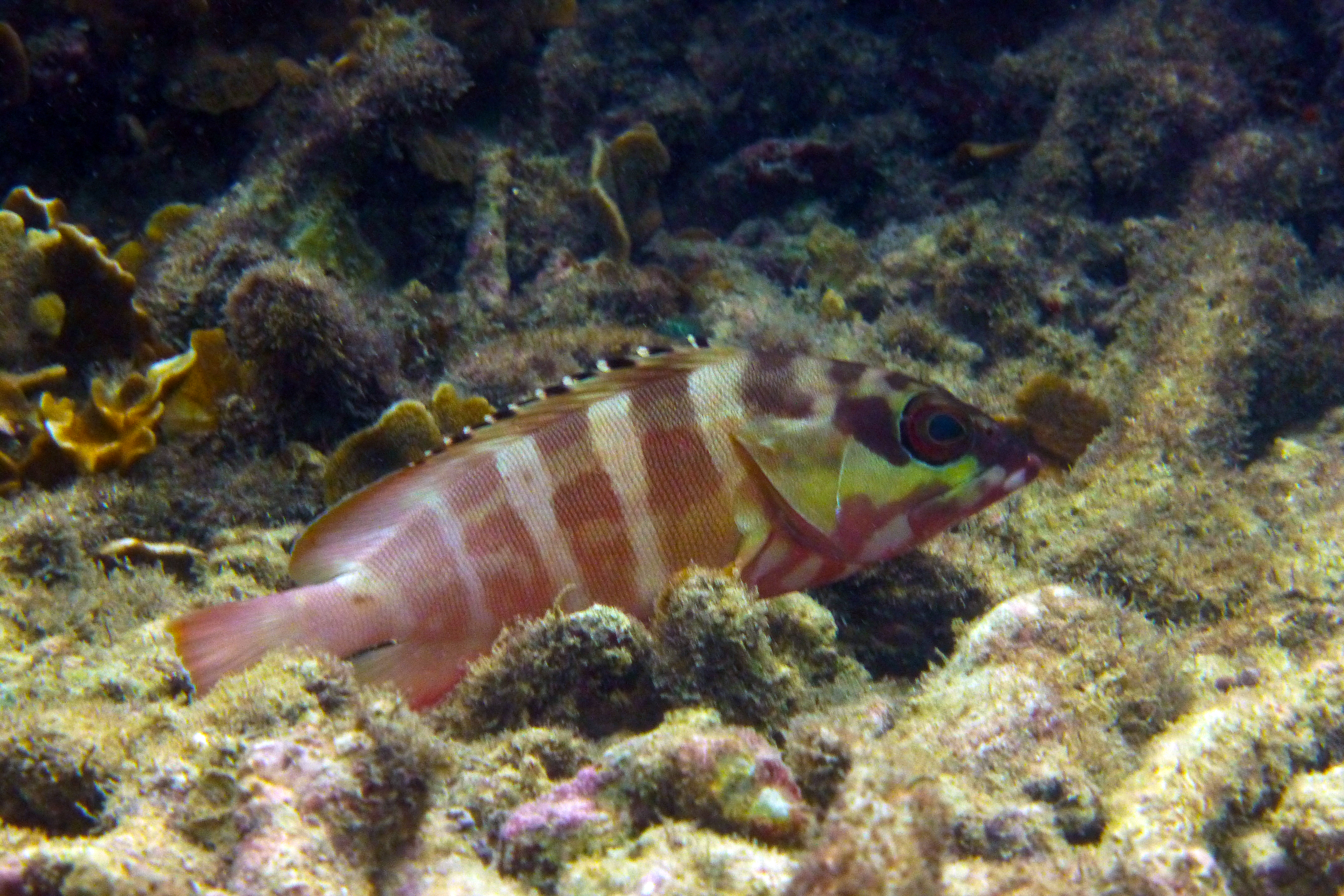
Epinephelus fasciatus

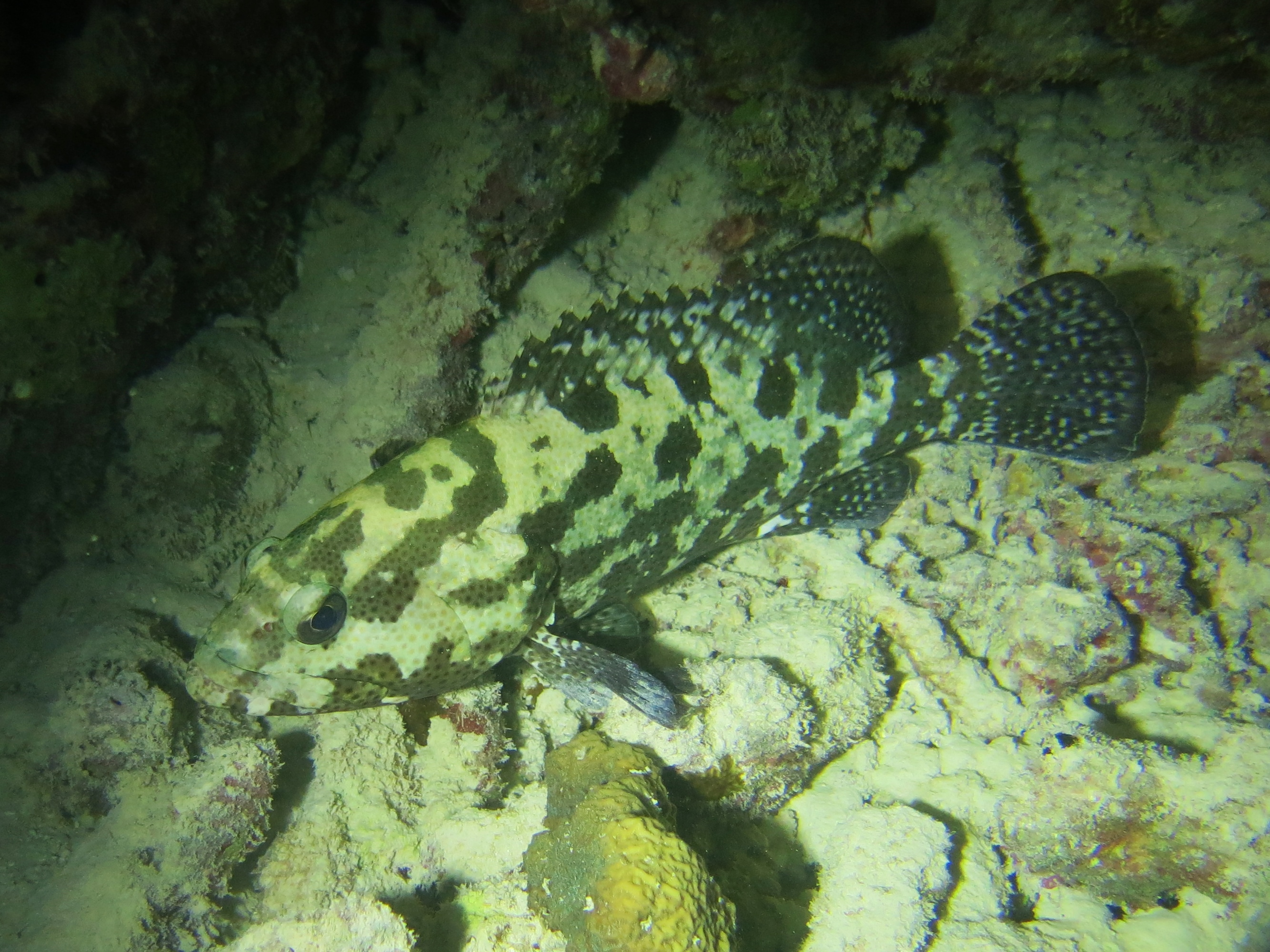
Epinephelus fuscoguttatus

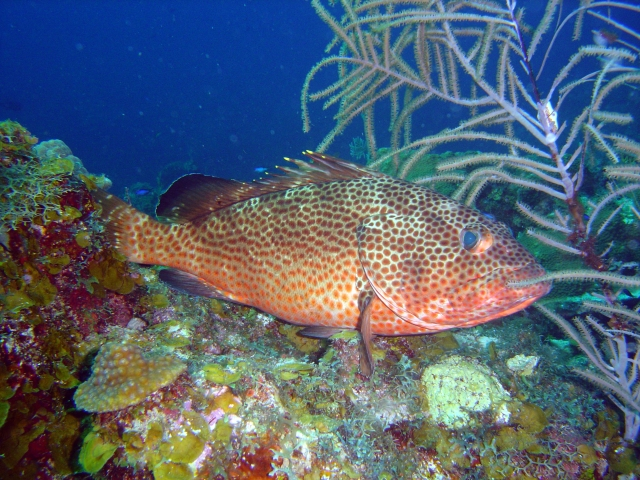
Epinephelus guttatus

- Epinephelus adscensionis — Mérou oualioua
- Epinephelus aeneus — Mérou blanc, Mérou bronzé
- Epinephelus akaara — Mérou rouge tacheté
- Epinephelus albomarginatus — Mérou bord blanc
- Epinephelus amblycephalus — Mérou bande
- Epinephelus analogus — Mérou cabrilla, Mérou marbré
- Epinephelus andersoni — Mérou chat
- Epinephelus areolatus — Mérou aréolé Mérou tacheté
- Epinephelus awoara — Mérou jaune
- Epinephelus bilobatus — Mérou géminé
- Epinephelus bleekeri — Mérou demideuil
- Epinephelus bontoides — Mérou bord clair
- Epinephelus bruneus — Mérou longues dents
- Epinephelus caninus — Mérou gris, Mérou noir
- Epinephelus chabaudi — Mérou moustache
- Epinephelus chlorocephalus — Mérou tonga
- Epinephelus chlorostigma — Mérou pintade Mérou hamour
- Epinephelus cifuentesi — Mérou poule
- Epinephelus coeruleopunctatus — Mérou à taches blanches
- Epinephelus coioides — Mérou à taches orange
- Epinephelus corallicola — Mérou corail
- Epinephelus costae — Mérou badèche
- Epinephelus cyanopodus — Mérou bleu
- Epinephelus daemelii — Mérou troussequin
- Epinephelus darwinensis— Mérou Darwin
- Epinephelus diacanthus — Mérou épineux
- Epinephelus drummondhayi — Mérou grivelé
- Epinephelus epistictus — Mérou pâle
- Epinephelus ergastularius — Mérou sept raies
- Epinephelus erythrurus — Mérou nébuleux
- Epinephelus exsul — Mérou dix épines
- Epinephelus fasciatomaculosus — Mérou rocaille
- Epinephelus fasciatus — Mérou à capuchon, Mérou badèche, Mérou oriflamme, Mérou masqué
- Epinephelus faveatus — Mérou écharpe
- Epinephelus flavocaeruleus — Mérou faraud
- Epinephelus flavolimbatus — Mérou aile jaune
- Epinephelus fuscoguttatus — Mérou marbré, Mérou marron
- Epinephelus gabriellae — Mérou passoire
- Epinephelus goreensis — Mérou canarien, Mérou de Gorée, Mérou dungat
- Epinephelus guttatus — Mérou couronné
- Epinephelus haifensis — Mérou d'Haïfa
- Epinephelus heniochus — Mérou bride
- Epinephelus hexagonatus — Mérou à dessins hexagonaux, Mérou mélifère
- Epinephelus howlandi — Mérou sellé noir
- Epinephelus indistinctus — Mérou somali
- Epinephelus irroratus — Mérou des Marquises
- Epinephelus itajara — Mérou géant
- Epinephelus labriformis — Mérou étoile
- Epinephelus lanceolatus — Mérou géant, Mérou lancéolé
- Epinephelus latifasciatus — Mérou à bandes
- Epinephelus lebretonianus — Mérou arcane
- Epinephelus longispinis — Mérou longues épines
- Epinephelus macrospilos — Mérou tapis
- Epinephelus maculatus — Mérou haute voile
- Epinephelus magniscuttis — Mérou grandes écailles
- Epinephelus malabaricus— Mérou malabare
- Epinephelus marginatus — Mérou de Méditerranée, Mérou noir, Mérou rouge, Mérou sombre
- Epinephelus melanostigma — Mérou dossard
- Epinephelus merra — Mérou à treillis, Mérou gâteau de cire
- Epinephelus miliaris — Mérou abeille
- Epinephelus morio — Mérou nègre, Mérou rouge
- Epinephelus morrhua — Mérou comète
- Epinephelus multinotatus — Mérou plate grise, Mérou moucheté
- Epinephelus mystacinus — Mérou brouillard
- Epinephelus nigritus — Mérou polonais, Mérou Varsovie
- Epinephelus niphobles — Mérou tacheté
- Epinephelus niveatus — Mérou neige
- Epinephelus octofasciatus — Mérou huit raies
- Epinephelus ongus— Mérou à flocons
- Epinephelus perplexus — Mérou curieux
- Epinephelus poecilonotus — Mérou morse
- Epinephelus polylepis — Mérou petites écailles
- Epinephelus polyphekadion — Mérou camouflage
- Epinephelus polystigma— Mérou points blancs
- Epinephelus posteli— Mérou aile zébrée
- Epinephelus quernus— Mérou hawaiien
- Epinephelus quoyanus— Mérou longues ailes
- Epinephelus radiatus— Mérou zébré
- Epinephelus retouti— Mérou à bout rouge, Mérou rouge
- Epinephelus rivulatus— Mérou demi-lune
- Epinephelus septemfasciatus — Mérou bagnard
- Epinephelus sexfasciatus — Mérou six raies
- Epinephelus socialis — Mérou houleux
- Epinephelus spilotoceps — Mérou quatre selles
- Epinephelus stictus — Mérou points noirs
- Epinephelus stoliczkae — Mérou épaulette
- Epinephelus striatus — Mérou rayé
- Epinephelus suborbitalis, Mérou guyot
- Epinephelus summana — Mérou summan
- Epinephelus tauvina — Mérou loutre
- Epinephelus timorensis — Mérou taches jaunes
- Epinephelus trimaculatus — Mérou trois taches
- Epinephelus trophis — Mérou rondelet
- Epinephelus tuamotuensis — Mérou réseau
- Epinephelus tukula — Mérou patate
- Epinephelus undulatostriatus — Mérou māori
- Epinephelus undulosus — Mérou ondulé

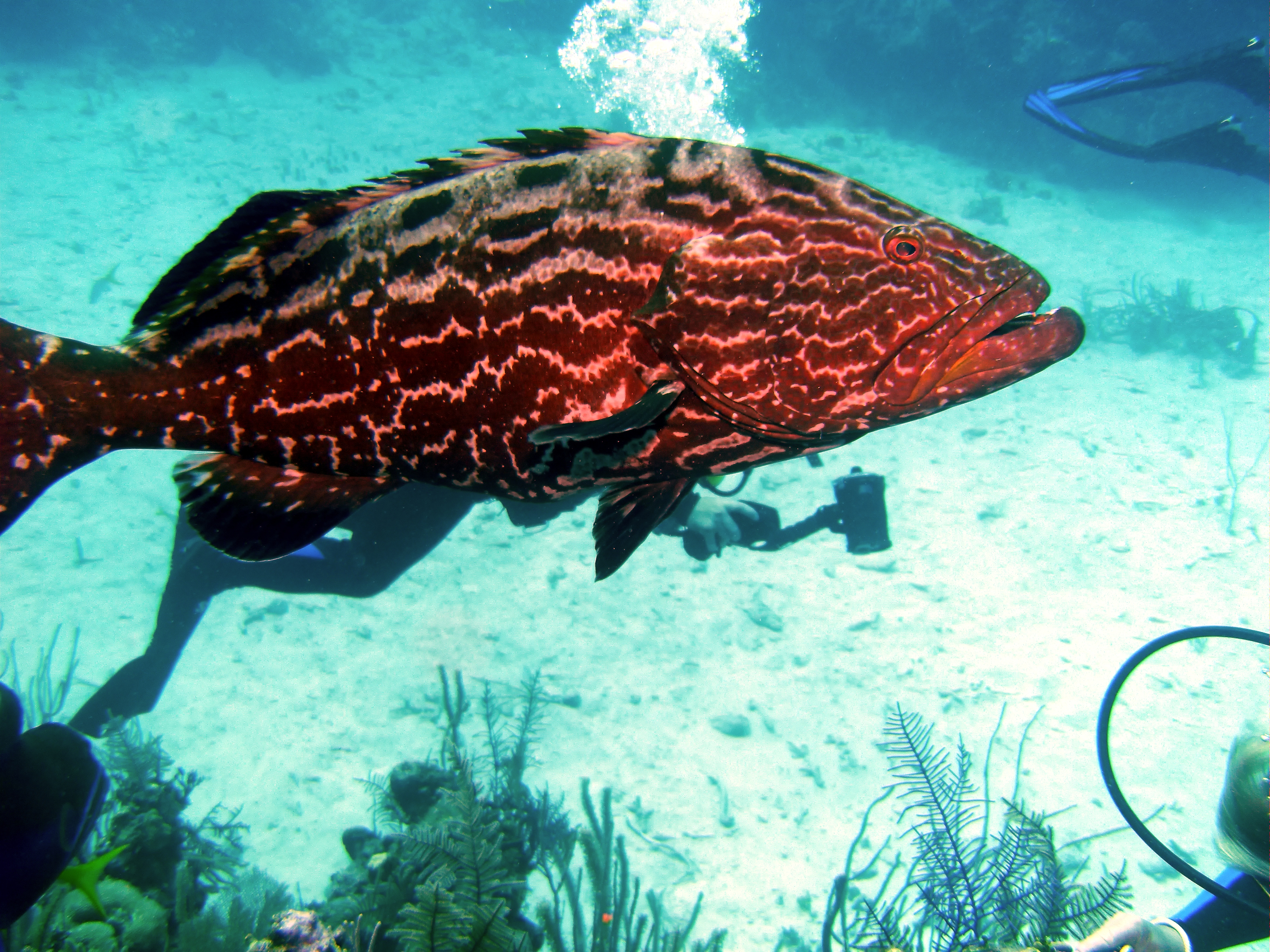
Epinephelus itajara
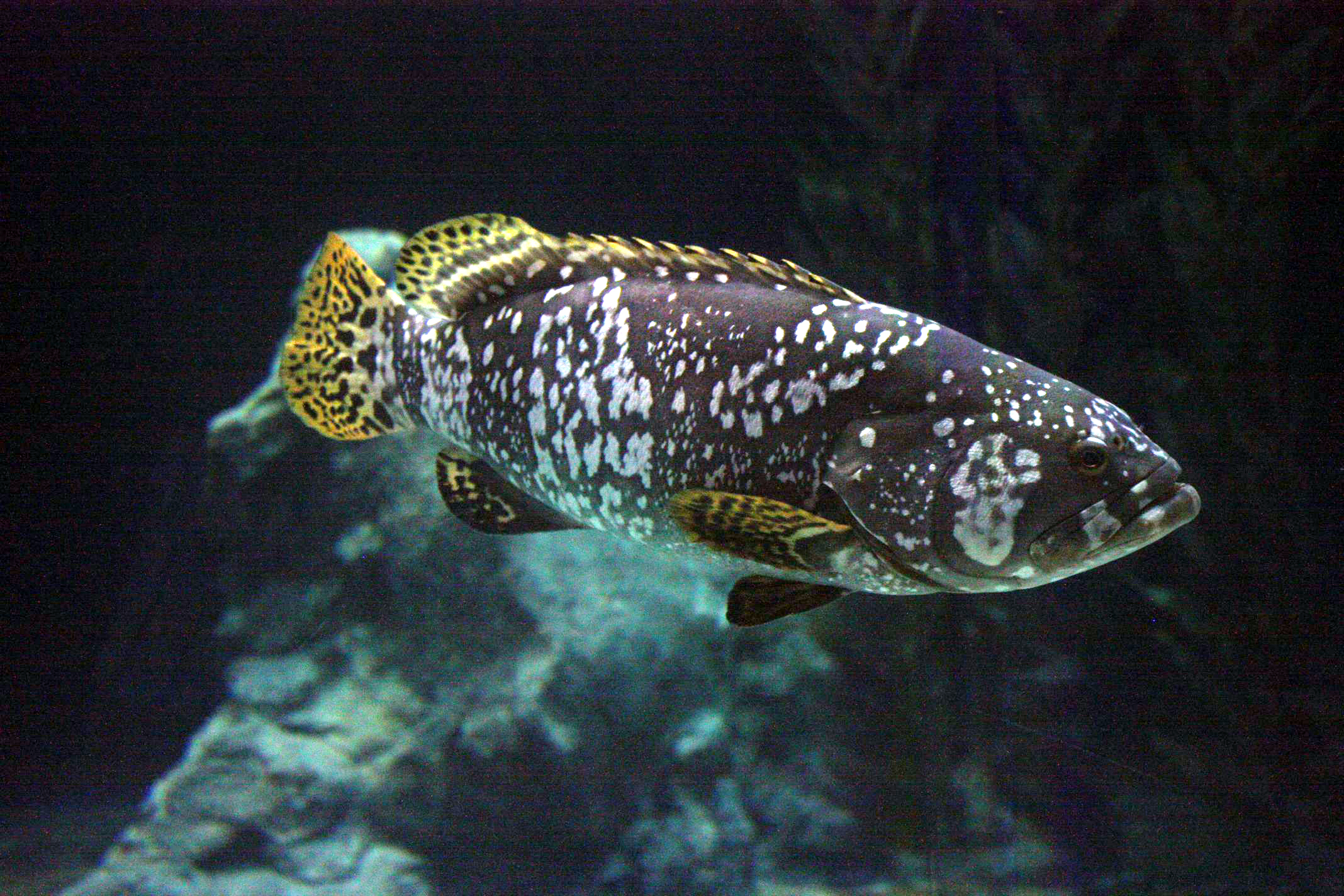
Epinephelus lanceolatus
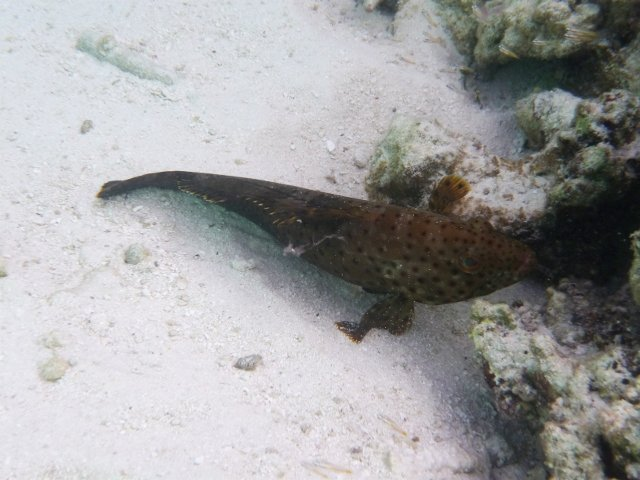
Epinephelus longispinis
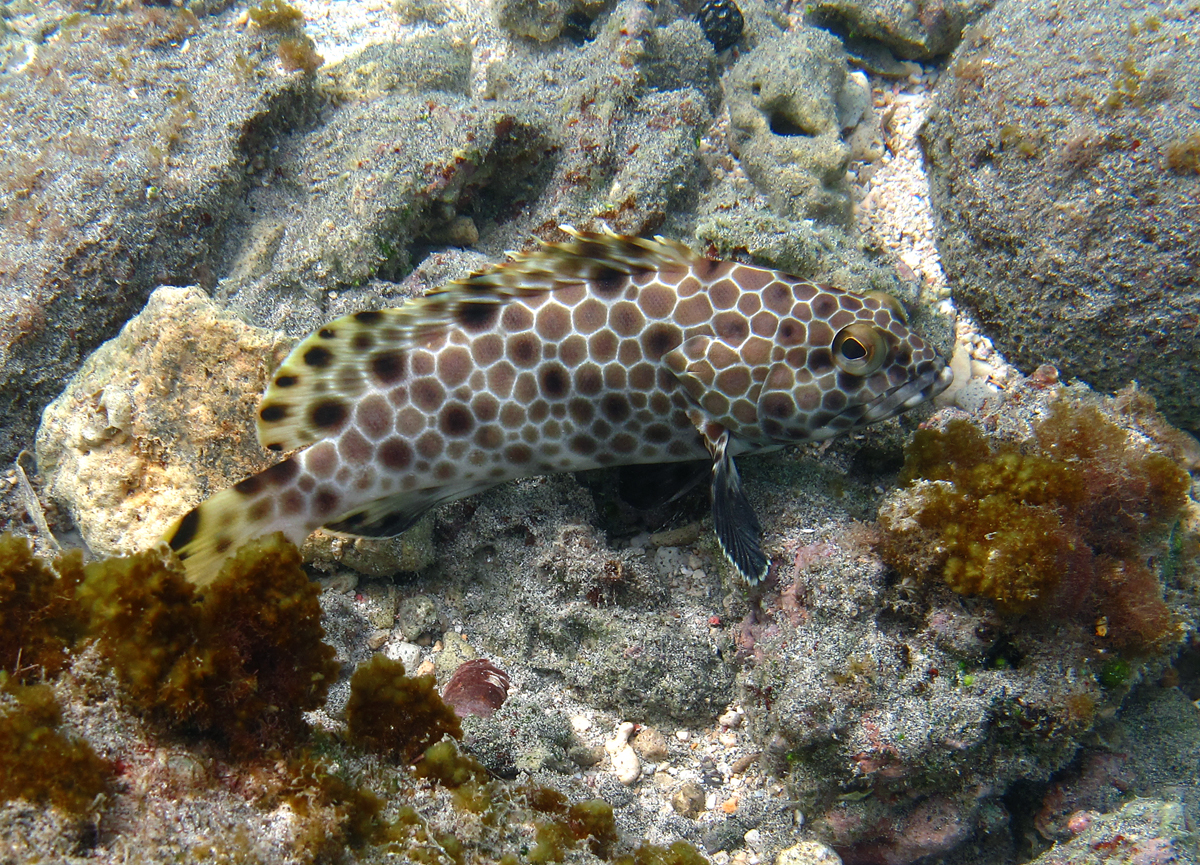
Epinephelus macrospilos
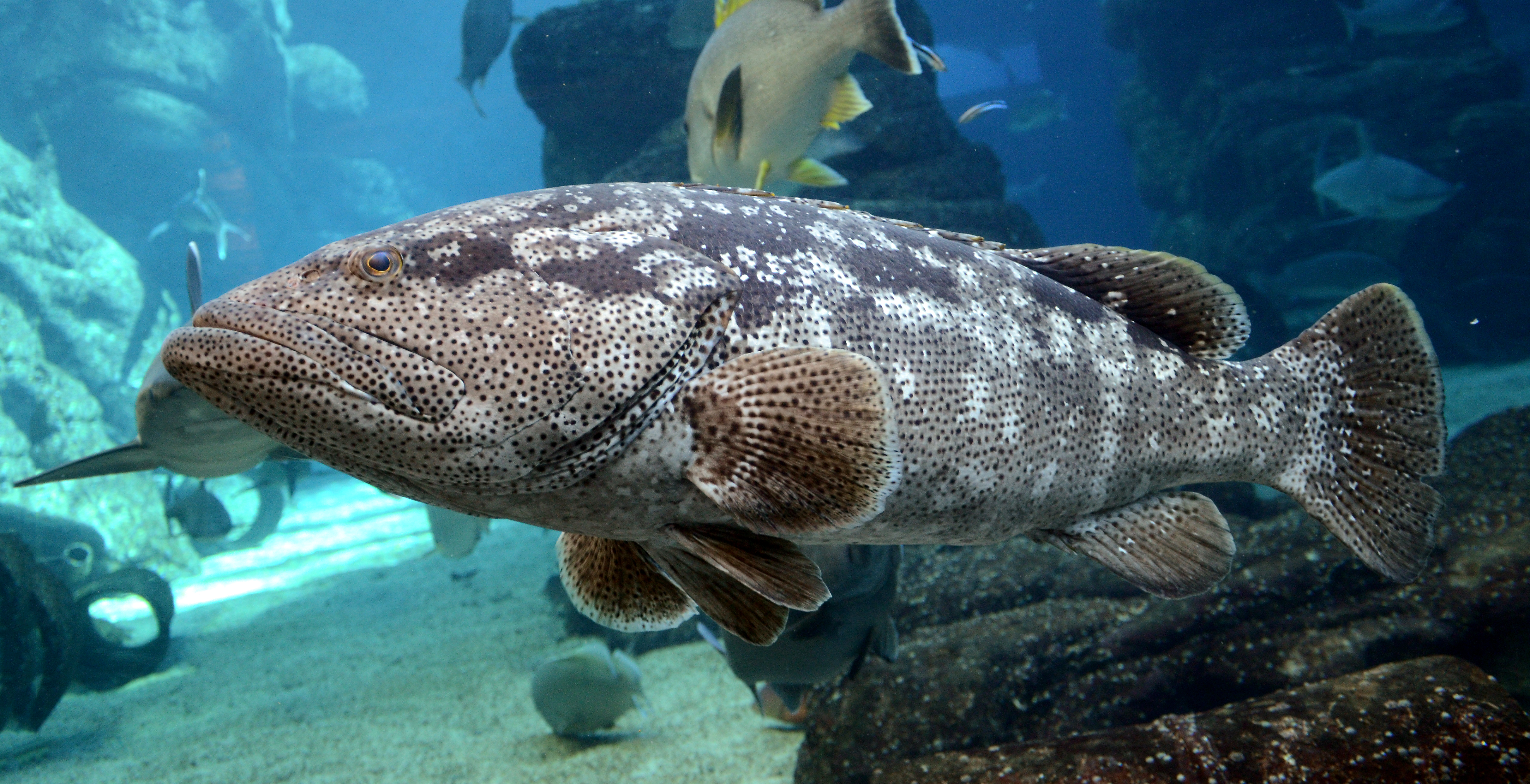
Epinephelus malabaricus
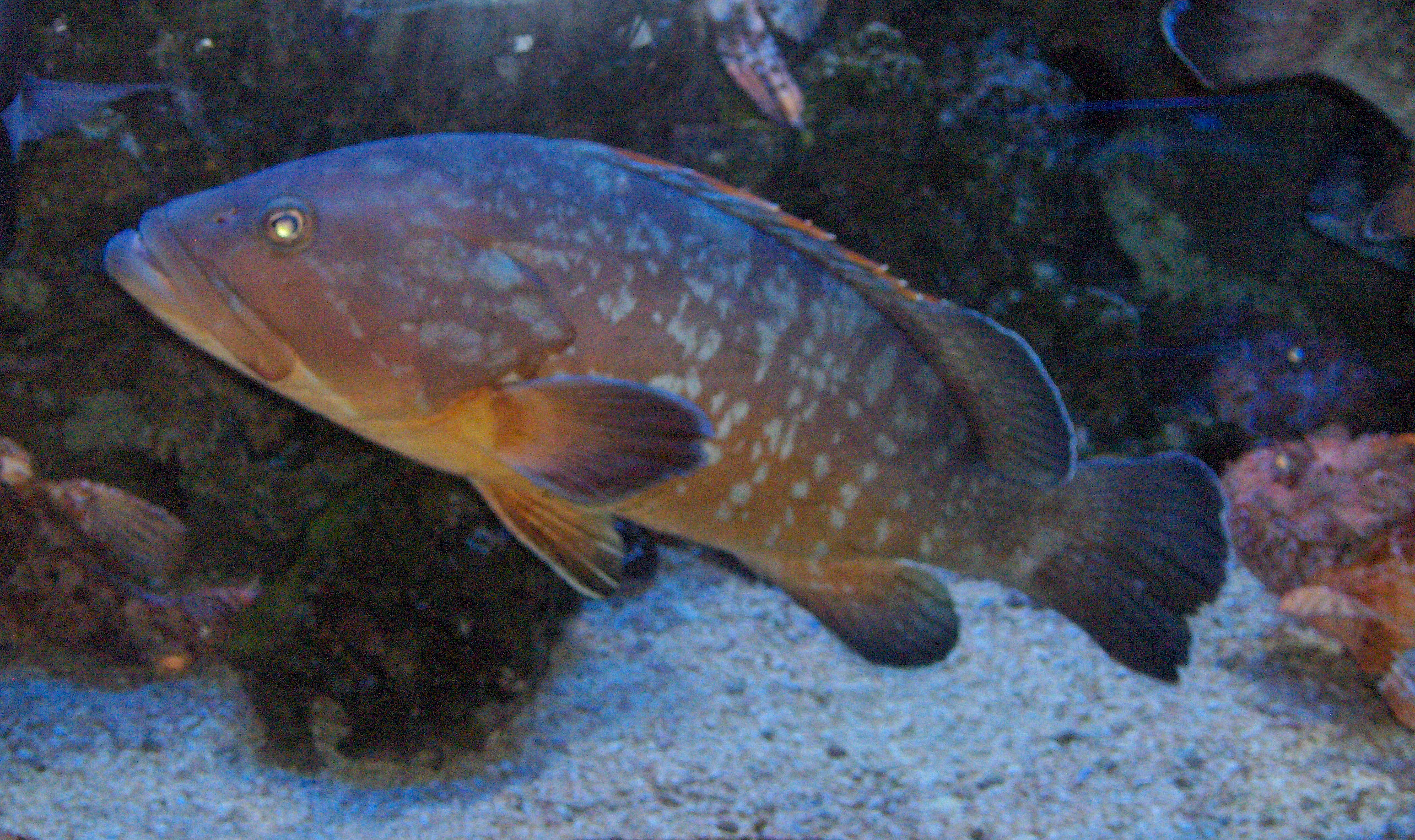
Epinephelus marginatus
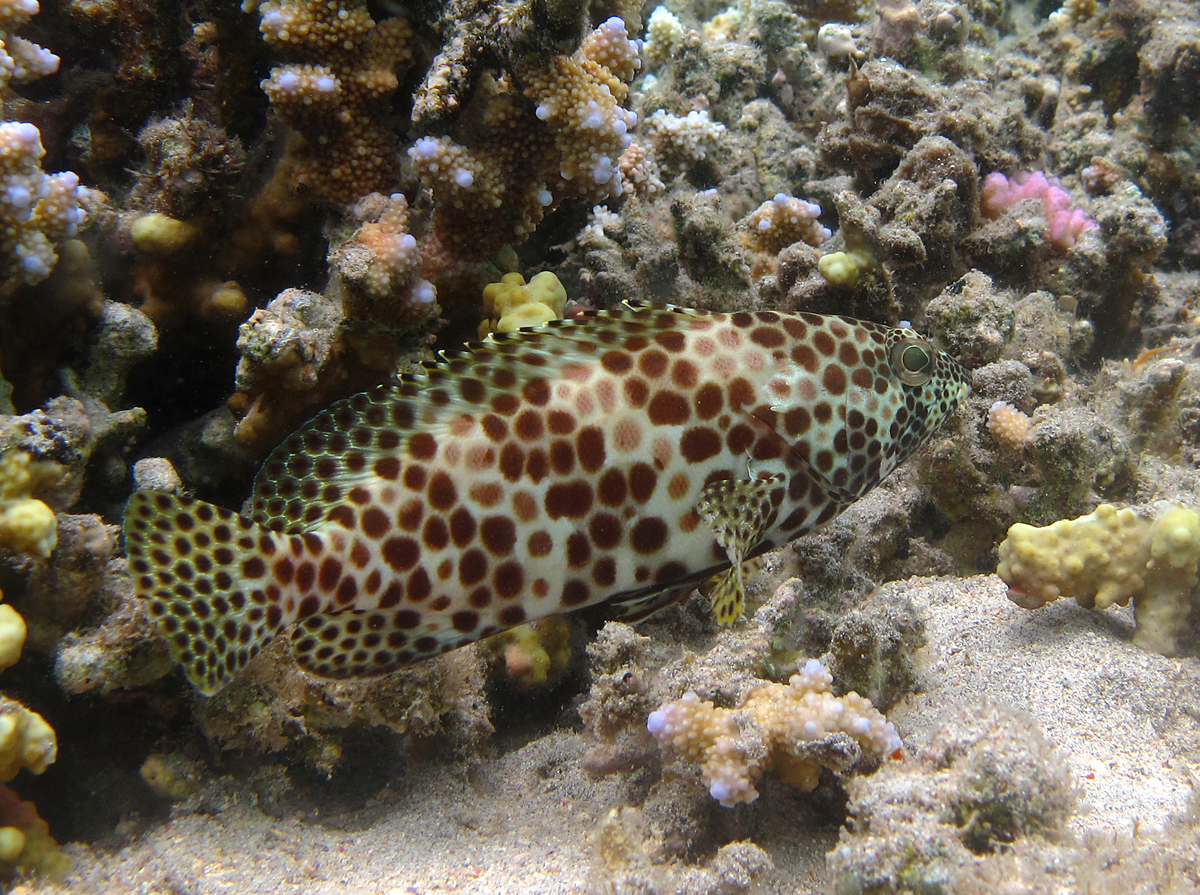
Epinephelus merra
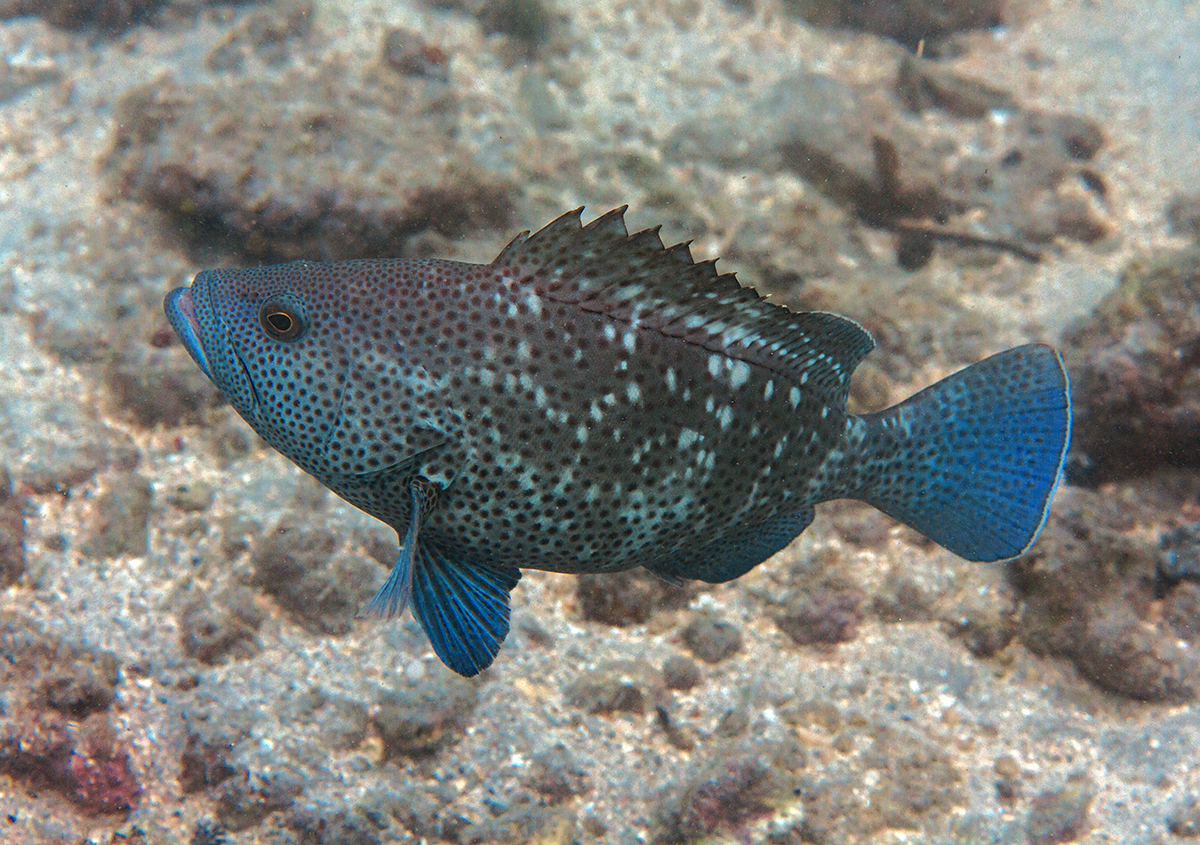
Epinephelus multinotatus (jeune)
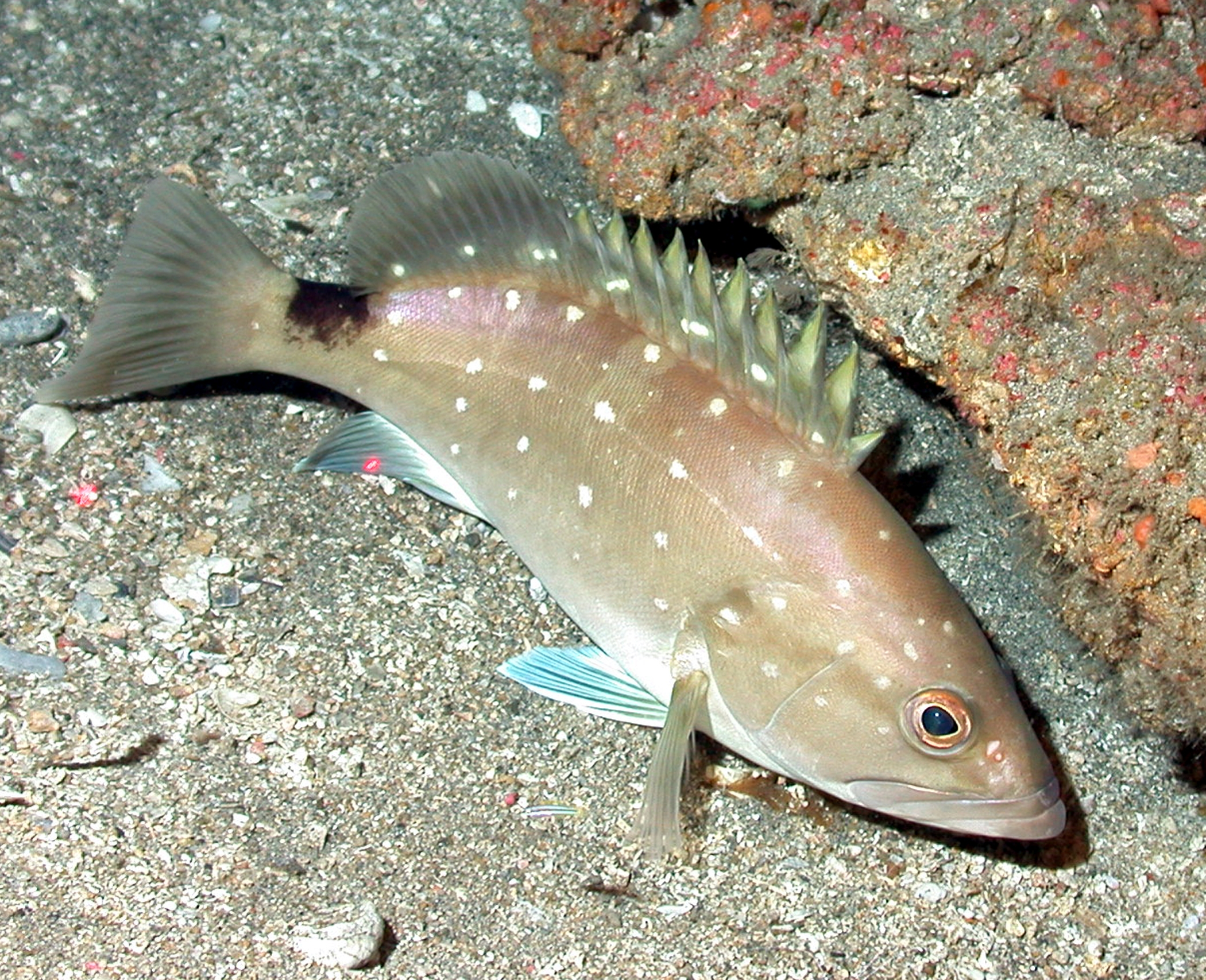
Epinephelus niveatus
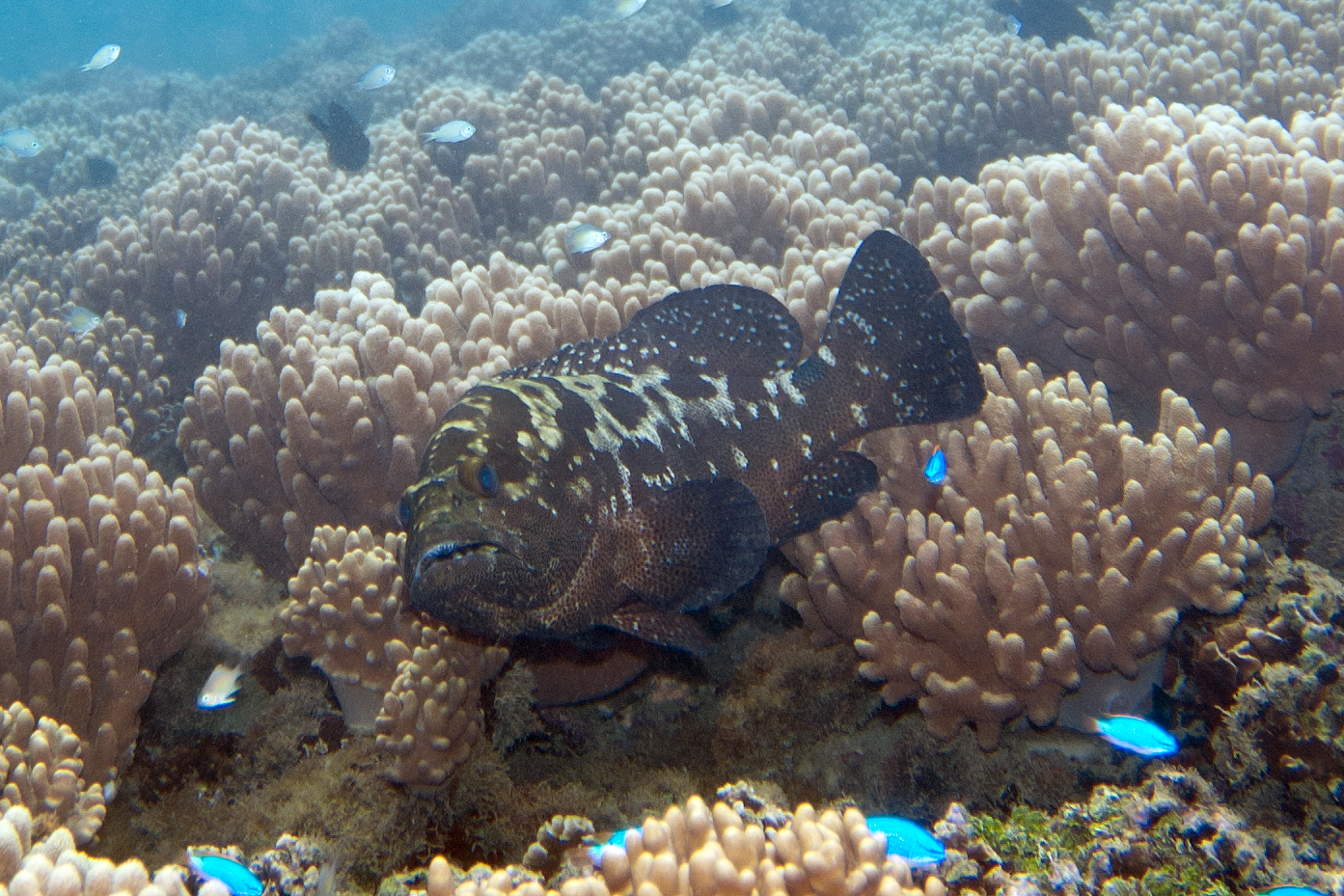
Epinephelus polyphekadion
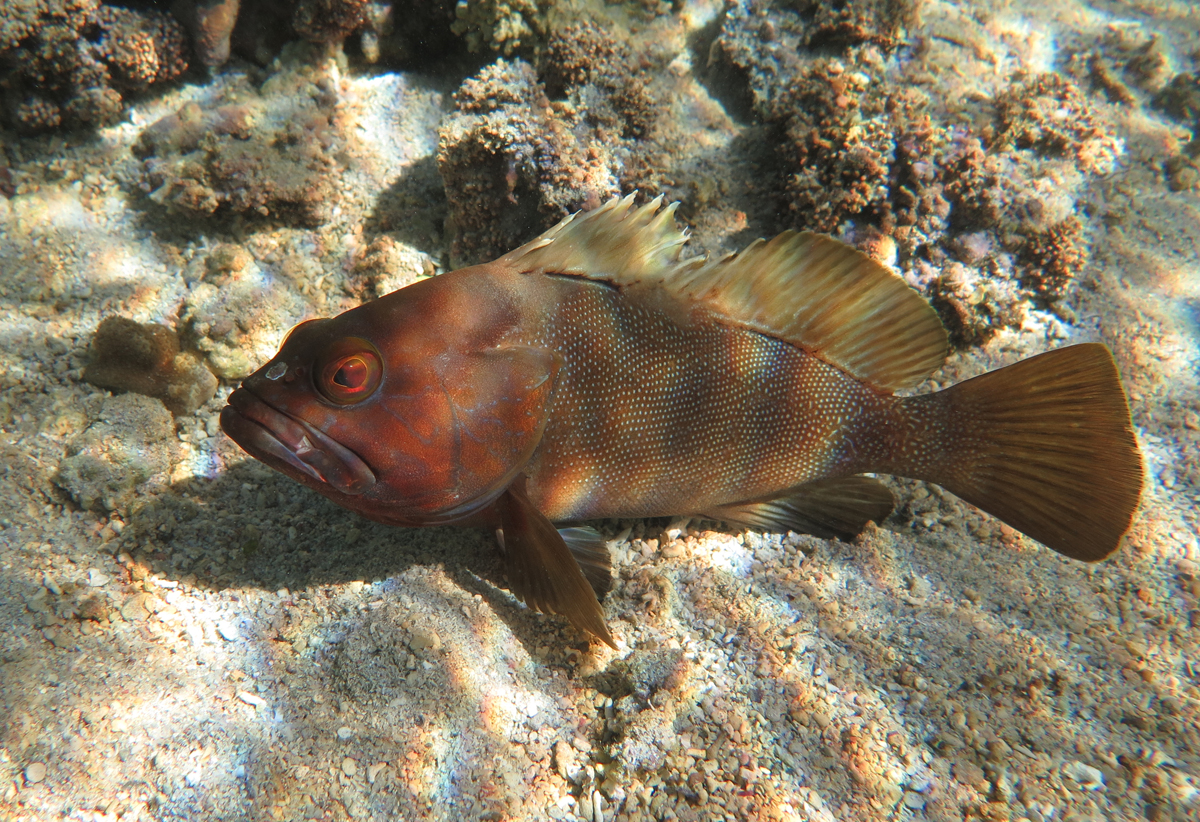
Epinephelus rivulatus
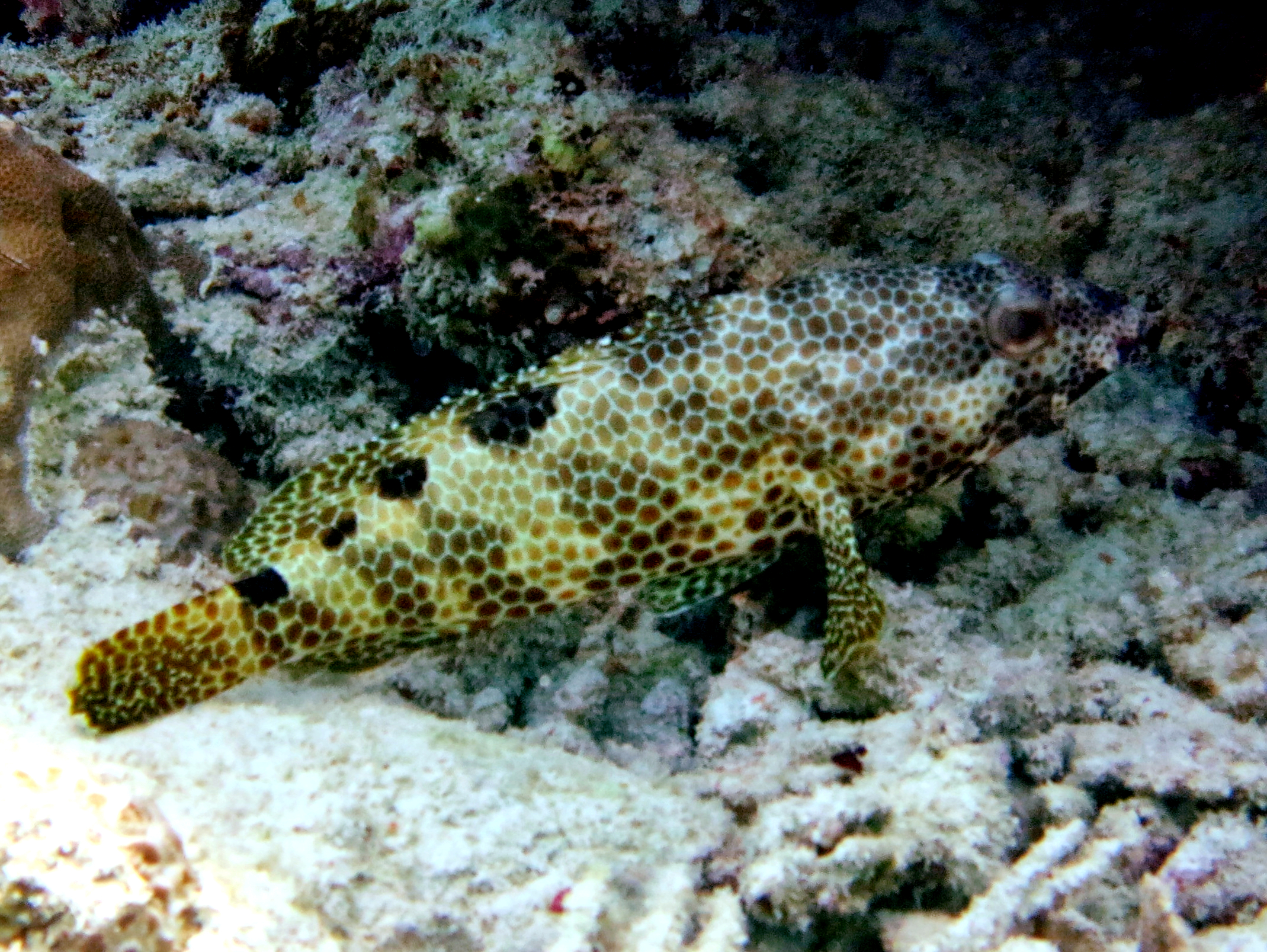
Epinephelus spilotoceps
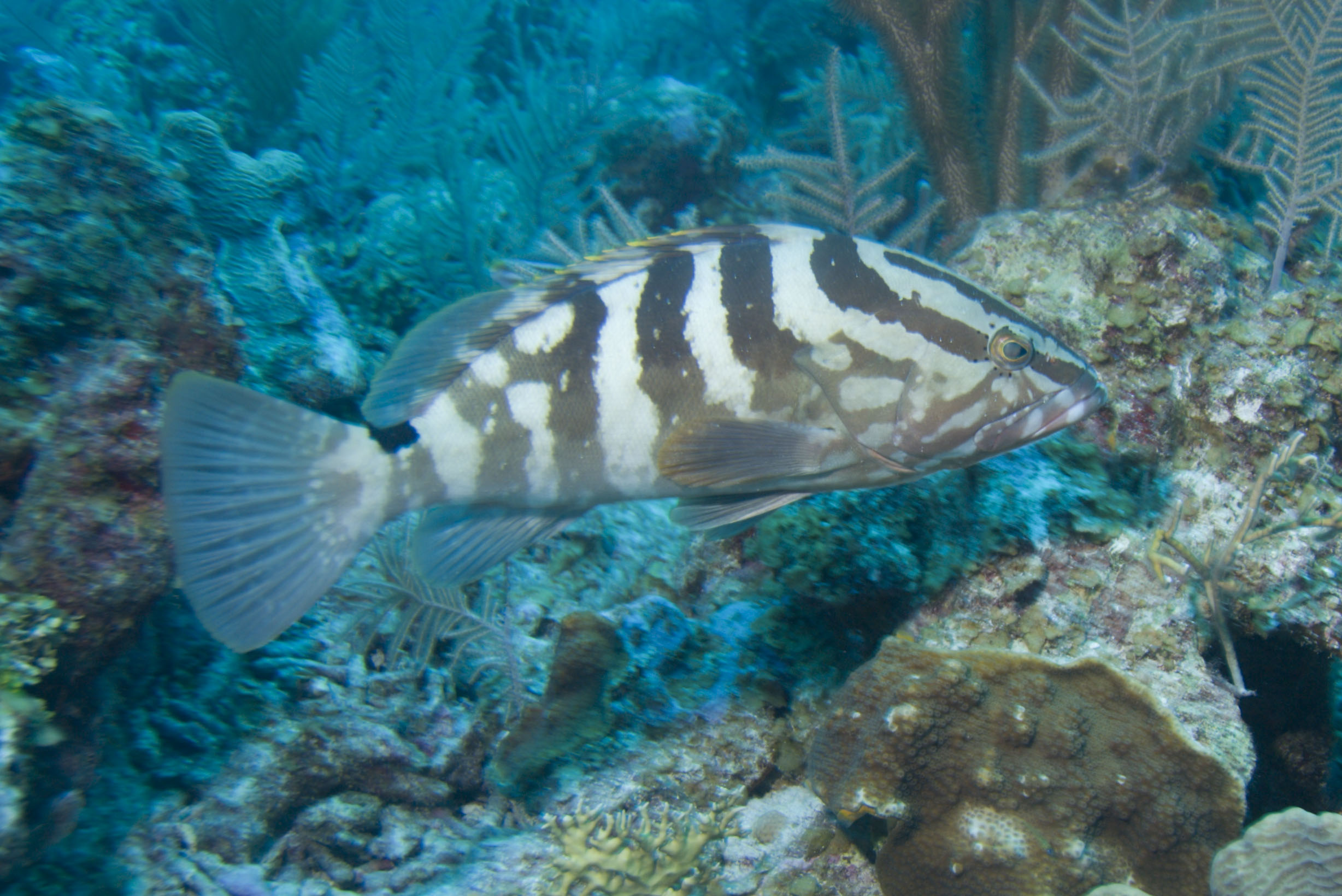
Epinephelus striatus
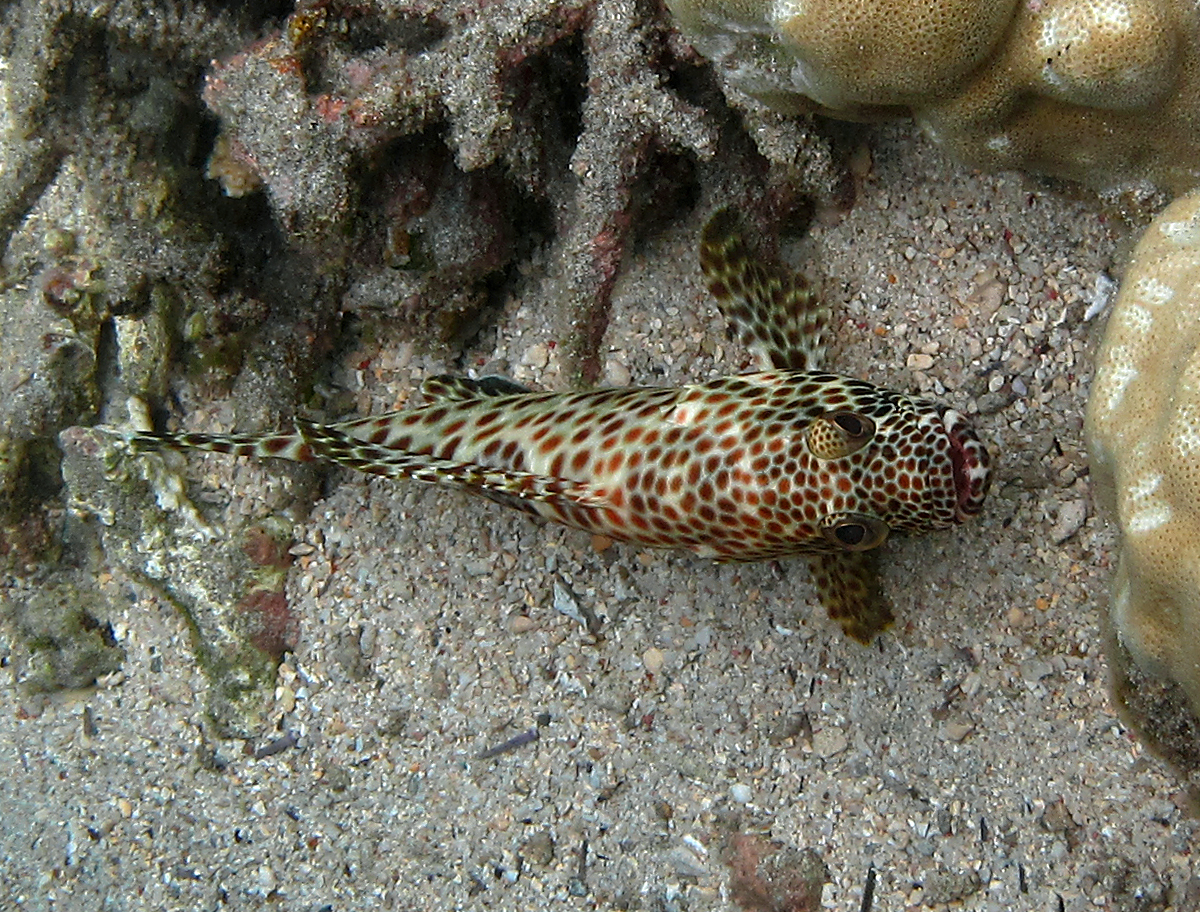
Epinephelus tauvina
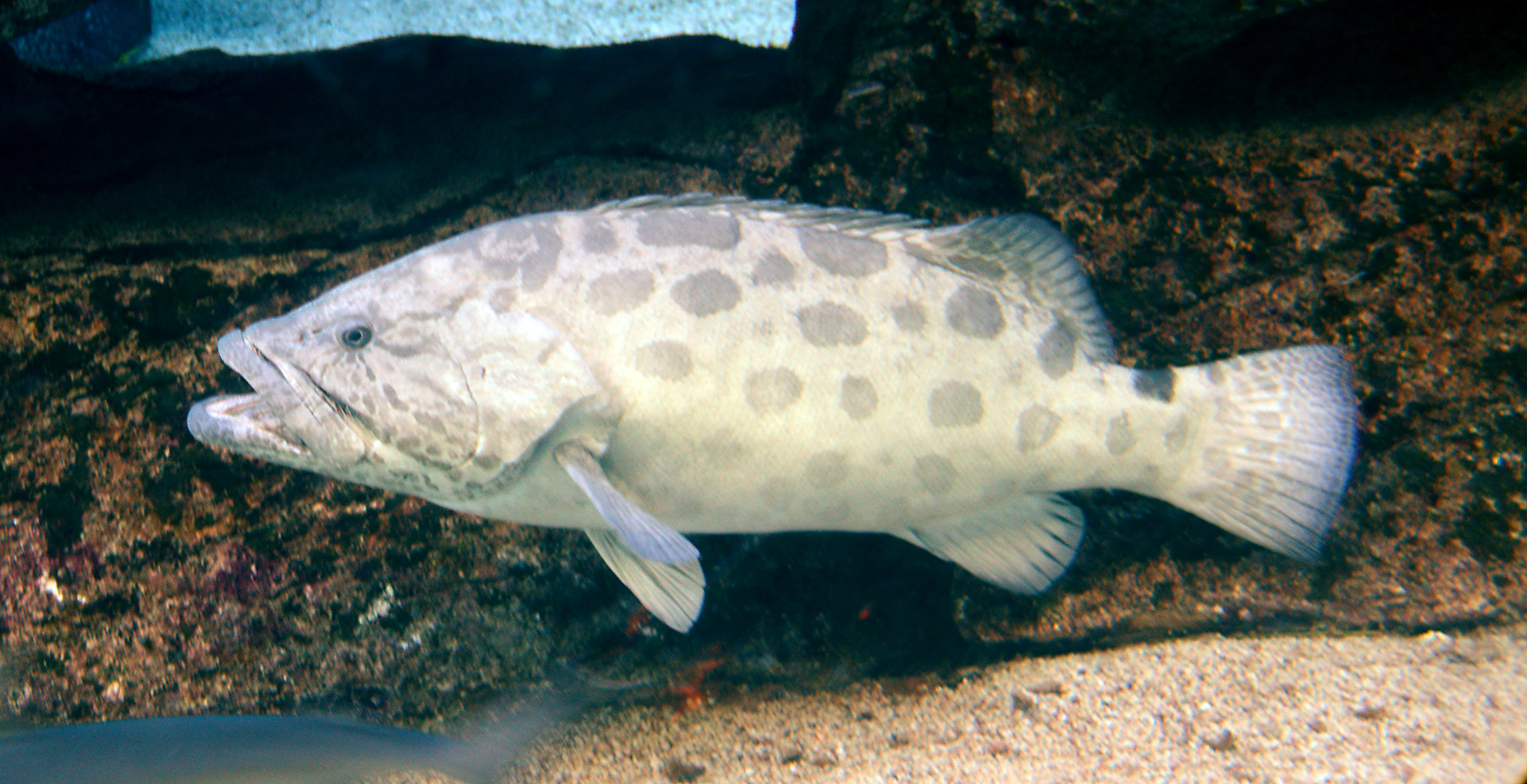
Epinephelus tukula